# Джанфида
Джанфида (арм. Ջանֆիդա) — село в Армавирской области Армении.

## География
Село расположено в южной части марза, на левом берегу реки Аракс, вблизи государственной границы с Турцией, на расстоянии 13 километров к югу от города Армавира, административного центра области. Абсолютная высота — 865 метров над уровнем моря.
Климат
Климат характеризуется как семиаридный (BSk в классификации климатов Кёппена). Среднегодовая температура воздуха составляет 12 °C. Средняя температура самого холодного месяца (января) составляет −3 °С, самого жаркого месяца (июля) — 25,3 °С. Расчётная многолетняя норма атмосферных осадков — 289 мм. Наибольшее количество осадков выпадает в мае (50 мм).

## Население
По данным «Сборника сведений о Кавказе» за 1880 год в селе Джанфида Эчмиадзинского уезда по сведениям 1873 года было 124 двора и проживало 999 азербайджанцев (указаны как «татары»), которые были шиитами. Также в селе была расположена 1 мечеть и 2 мельницы.
По данным Кавказского календаря на 1912 год, в селе Джанфида Эчмиадзинского уезда проживало 1235 человек, в основном азербайджанцы, указанные как «татары».
| Год переписи | Население          | Население          | Население          | Население            | Население            | Население            |
| Год переписи | Наличное население | Наличное население | Наличное население | Постоянное население | Постоянное население | Постоянное население |
| Год переписи | Всего              | Мужчины            | Женщины            | Всего                | Мужчины              | Женщины              |
| ------------ | ------------------ | ------------------ | ------------------ | -------------------- | -------------------- | -------------------- |
| 2001         | 3008               | 1495               | 1513               | 3088                 | 1539                 | 1549                 |
| 2011         | 2937               | 1483               | 1454               | 2963                 | 1496                 | 1467                 |